# Максі Розенблюм
Макс Еверітт Розенблюм (англ. Max Everitt Rosenbloom), також відомий як «Слепсі Максі» (англ. «Slapsie Maxie») (1 листопада 1907 — 6 березня 1976) — американський професійний боксер, кіноактор, чемпіон світу з боксу у напівважкій вазі (1930—1934), абсолютний чемпіон світу з боксу у напівважкій вазі (1930—1931, 1933—1934). В 1993 році був включений до Міжнародної зали боксерської слави.

## Біографія
Макс Розенблюм народився в сім'ї євреїв, що іммігрували з Росії.
В період з 1923 по 1938 рік професійно займався боксом. З 1933 почав зніматися в кіно, остання картина з його участю вийшла в 1969 році.
У 1937 Максі одружився з Мюріел Фейдер, вони разом прожили до 1945 року, після чого розійшлися. У пресі з'являлися повідомлення про його нових подруг і невдачі в азартних іграх, проте всупереч цим повідомленням Розенблюму вдалося зберегти своє фінансове становище.
Максі Розенблюм помер 6 березня 1976 роки від Хвороби Педжета, у віці 68 років. Його поховали на Цвинтарі Меморіального парку Валгалла в Північному Голлівуді, штат Каліфорнія.

## Боксерська кар'єра
Макс Розенблюм провів близько 200 боксерських аматорських поєдинків ще до того, як почав професійну кар'єру в напівважкій вазі. Максі Розенблюм не мав важкого удару, тому його стиль боксування був спрямований на те, щоб за рахунок швидких ударів, набрати якомога більше очок.
Дебютний поєдинок відбувся 8 жовтня 1923 року. Він бився з Ніком Сканлоном і переміг його в шестираундовому двобої.
25 червня 1930 року в бою проти Джиммі Слеттері, з яким 1929 року вже зустрічався двічі і, здобувши перемогу в першому бою, програв в другому, розділеним рішенням суддів завоював титул чемпіона NYSAC і вакантний титул журналу «The Ring» у напівважкій вазі. Розенблюм володів титулами чемпіона NYSAC та журналу Ring, доки його не переміг Боб Олін 16 листопада 1934 року. За час перебування в статусі чемпіона світу провів рекордну кількість боїв (106 боїв), сім разів захистивши титул чемпіона світу.
У вересні 1930 року під час щорічних зборів NBA отримав їхній титул без бою, ставши абсолютним чемпріоном у напівважкій вазі. У червні 1931 року його позбавили титулу NBA за те, що він не захистив титул вчасно.
24 березня 1933 року в бою проти Боба Годвіна завоював титул NBA, знов ставши абсолютним чемпіоном у напівважкій вазі. У вересні 1934 року Розенблюма позбавили титулу НБА, оскільки НБА не сподобалася його "тактика клоунади та критика опонентів на рингу".
Останній двобій у своїй боксерській кар'єрі Максі Розенблюм провів 26 червня 1939 року, його супротивником був Аль Етторе. Максі Розенблюм переміг.
За час боксерської кар'єри Слепсі Максі отримав більше 1000 ударів в голову, що в подальшому позначилося на його здоров'ї.

## Акторська кар'єра
Ще під час боксерської кар'єри Макс Розенблюм почав зніматися у фільмах. Після завершення боксерської кар'єри, він залишався в кіно до кінця 70-х років. За цей час він встиг знятися більш ніж в сотні художніх творів.

## Цікаві факти
- Відповідно до джерел, зустрічаються три різні дати народження Макса Розенблюма: 11 червня 1904 рік[6], 6 вересня 1904 рік[7] і 1 листопада 1907 рік. На надгробку вказаний останній варіант дати народження.[8]
- За деякими джерелами, Максі Розенблюм бився так часто, що часом він виходив на ринг з ранами і травмами від минулих поєдинків.[9]

## Фільмографія
Деякі фільми
| Рік  | Фільм                                                         | Роль                                                                 |
| ---- | ------------------------------------------------------------- | -------------------------------------------------------------------- |
| 1933 | Mr. Broadway                                                  | «Слепсі» Максі («Slapsie» Maxie)                                     |
| 1933 | Король на ніч (King for a Night)                              | Максі (Maxie)                                                        |
| 1936 | Muss 'em Up                                                   | Снейк (Snake)                                                        |
| 1936 | Kelly the Second                                              | Бутч Флінн (Butch Flynn)                                             |
| 1937 | Дві мудрі покоївки (Two Wise Maids)                           | Макс Хандлер (Max Handler)                                           |
| 1937 | Велике місто (Big City)                                       | Максі Розенблюм (Maxie Rosenbloom)                                   |
| 1937 | Нічого святого (Nothing Sacred)                               | Макс Левинський (Max Levinsky)                                       |
| 1938 | Азартна гра містера Мото (Mr. Moto's Gamble)                  | Веллінгтон (Wellington)                                              |
| 1938 | Дивовижний доктор Клайттерхаус (The Amazing Dr. Clitterhouse) | Бутч (Butch)                                                         |
| 1938 | Восьмий раунд (The Crowd Roars)                               | Максі Розенблюм (Maxie Rosenbloom)                                   |
| 1938 | Патруль з підводних човнів (Submarine Patrol)                 | Морський піхотинець сержант Джо Даффі (Marine Sentry Sgt. Joe Duffy) |
| 1939 | Жінка на вітрі (Women in the Wind)                            | Стуффі Макіннес (Stuffy McInnes)                                     |
| 1939 | Малюк з Кокомо (The Kid from Kokomo)                          | Керлі Бендер (Curley Bender)                                         |